# Pařížská mincovna

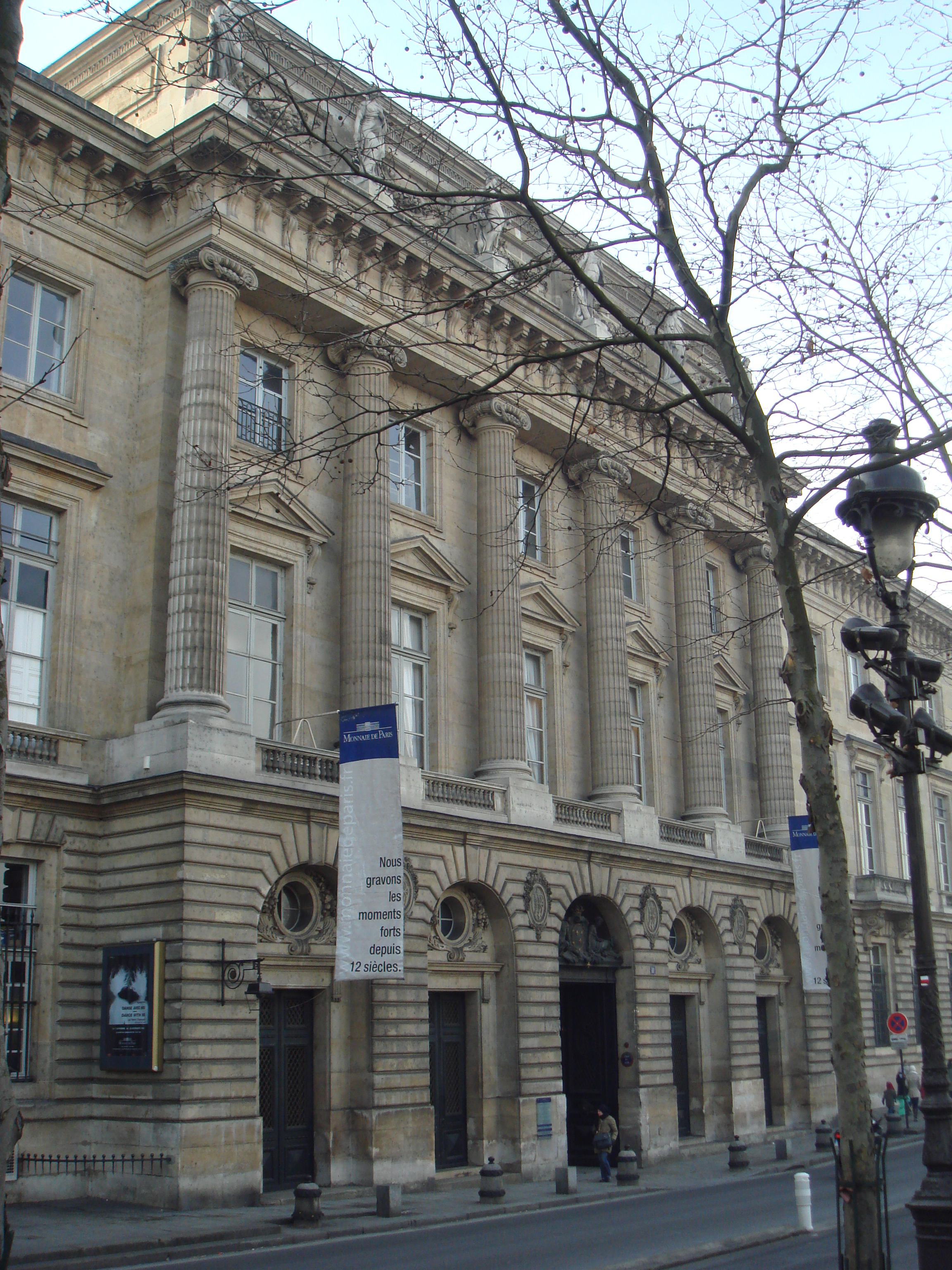
Hlavní vstup do sídla Pařížské mincovny

Pařížská mincovna (francouzsky Monnaie de Paris) je veřejná instituce se sídlem v Paříži, jejíž hlavní náplní je výroba mincí. Pařížská mincovna v současné době zaměstnává 500 lidí, kteří pracují na dvou místech: v Hôtel de la Monnaie v Paříži a ve městě Pessac v departementu Gironde.

## Činnost
Poslání mincovny určuje měnový a finanční zákoník. Má státní monopol na ražbu oběžných mincí. Vedle toho také vykonává obchodní a průmyslovou činnost:
- Výroba a prodej zahraničních mincí, sbírkových mincí, medailí a vyznamenání
- Výroba uměleckých předmětů a šperků pod značkou Monnaie de Paris
- Správa muzea mincovny a údržba sídla Hôtel de la Monnaie
- Boj proti padělkům a výroba puncovních nástrojů

Na evropské úrovni zkoumá a klasifikuje pracoviště v Pessac, vedle Centre national d'analyse des pièces (Národní analytické středisko mincí) a Centre technique et scientifique européen (Evropské technické a vědecké centrum) padělané euromince z celé Eurozóny. Pracoviště působí v rámci Office européen de lutte anti-fraude (Evropský úřad proti podvodům) a jako technická koordinace členských států v boji proti padělání mincí.

## Historie
Mincovnu v Paříži založil v roce 864 Karel II. Holý a je tak jednou z nejstarších francouzských institucí. Mincovna byla v roce 1796 připojena k ministerstvu financí. V roce 1358 získala mincovna strukturu, kterou si podržela v zásadě až do roku 1879, tj. správu a regulaci a výrobu měny, ovšem pod dohledem státu. Teprve zákony z roku 1879 stanovily, že výroba mincí bude probíhat samotným státem pod názvem Administration des Monnaies et Médailles (Správa mincí a medailí). V letech 1848-1876 byla v objektu mincovny rytecká dílna na výrobu prvních francouzských poštovních známek.
V roce 1973 stát zřídil v Pessac novou továrnu na výrobu oběžných a sbírkových mincí. Od roku 1998 tato továrna vyrábí osm druhů francouzských euromincí.
Do roku 2007 spadala Pařížská mincovna pod ředitelství mincí a medailí a byla součástí Ministerstva hospodářství, financí a průmyslu. Mincovna získala svou právní subjektivitu zákonem č. 2006-1666.